# 米季诺区
米季诺区（俄語：район Митино）是莫斯科西北行政区的一区，面积12.66平方公里，人口198,194人。沃洛科拉姆斯克站、米季诺站和皮亚尼察公路站位于该区。